# 樂遄
乐遄（?—?），中国春秋时期宋国司寇。
前564年春，宋国发生火灾。执政的司城乐喜命华阅主管右师，向戌主管左师，督促属官，乐遄准备刑具，皇郧命令管马的人牵出马匹。西鉏吾保护国库。命令司宫，巷伯在宫内警戒。令四个乡正祭祀四乡神灵，在宋都西门外祭祀盘庚。